# تفنگ فونتانلار

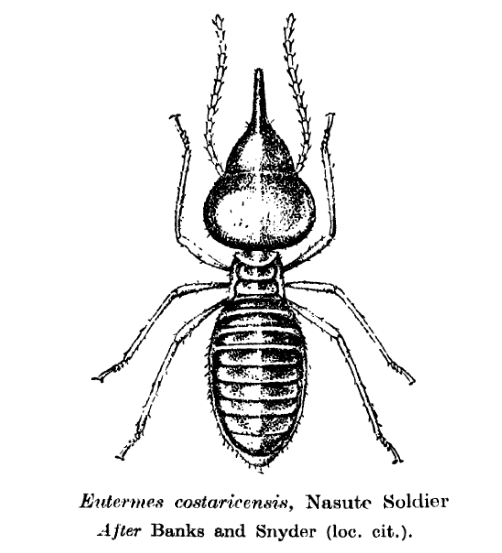
موریانه‌های ناسوتی از مکانیسم دفاعی تفنگ فونتانلار استفاده می‌کند.

تفنگ فونتانلار (انگلیسی: Fontanellar gun) یک مکانیسم دفاعی موریانه به شکل یک برآمدگی پیشانی شاخ مانند (ناسوس) بر روی سر کاست سرباز است که قادر به بیرون راندن سلاح‌های شیمیایی از فاصله دور است، این ویژگی منحصر به فرد زیرخانواده موریانه‌های ناسوتی است. این در درجه اول برای دفع شکارچیان و سازگاری ضدشکار مانند مورچه‌ها استفاده می‌شود.